# چیلخوویزنا
چیلخوویزنا (به لهستانی:  Cielechowizna) یک روستا در لهستان است که در گمینا مینگسک مازوویتسکی واقع شده‌است. چیلخوویزنا ۱۱۳ نفر جمعیت دارد.